# Кампо Нуово (Витербо)
Кампо Нуово је насеље у Италији у округу Витербо, региону Лацио.
Према процени из 2011. у насељу је живело 35 становника. Насеље се налази на надморској висини од 376 м.